# Kyselina octová
Kyselina octová (lat. acidum aceticum), systematicky kyselina ethanová, je druhá nejjednodušší jednosytná organická (karboxylová) kyselina. Je to za normálních podmínek bezbarvá kapalina ostrého zápachu, dokonale mísitelná s vodou, s ethanolem i dimethyletherem. Čistá bezvodá kyselina tuhne za nižších teplot na bezbarvou až bílou krystalickou látku připomínající led, které byl proto dán název ledová kyselina octová. Je hygroskopická, takže pohlcuje vzdušnou vlhkost. Její vodný roztok o koncentraci od 8 % se nazývá ocet.

## Výskyt
Kyselina octová je jedním z přirozených metabolitů v živých organismech. Aktivní formou je její komplex s koenzymem A, označovaný acetyl-CoA (acetylkoenzym A), který je jedním z nejdůležitějších meziproduktů buněčného metabolismu sacharidů a tuků.
Vyskytuje se běžně v rostlinách, a to jak jako volná kyselina, tak ve formě solí (octanů). Ve větším množství je obsažena v kvasícím ovoci, jako následný fermentační produkt přeměny sacharidů.
Je také přirozenou složkou poševního mazu u většiny primátů a u člověka, kde má roli slabého antibakteriálního činidla.

## Příprava a výroba

### Biologická výroba
Zředěný vodný roztok kyseliny octové se získává biologickou oxidací ethanolu podle celkové rovnice
CH3CH2OH + O2 → CH3COOH + H2O.
Při jeho biotechnologické výrobě jsou příslušné mikroorganismy (octové bakterie, především rodu Acetobacter) imobilizovány přirozenou přilnavostí na bukových hoblinách, které jsou skrápěny roztokem ethanolu a odspodu probublávány vzduchem. Vyšších koncentrací lze pak dosáhnout následnou destilací.

### Chemická syntéza
Podobnou oxidaci lze sice provádět i čistě chemickou cestou, ale k výrobě se jí nepoužívá.
Jiný způsob přípravy spočívá v hydrogenaci oxidu uhelnatého za přítomnosti katalyzátorů
2 CO + 2 H2 → CH3COOH.
Může být připravena též reakcí oxidu uhelnatého s methanolem
CH3OH + CO → CH3COOH.
Tato reakce, která je v současnosti nejpoužívanějším průmyslovým procesem pro výrobu kyseliny octové, probíhá třístupňově za přidání jodovodíku a za přítomnosti katalyzátorů na bázi komplexních sloučenin palladia nebo iridia. Důležitým meziproduktem této reakce je jodmethan:
CH3OH + HI → CH3I + H2O,
CH3I + CO → CH3COI,
CH3COI + H2O → CH3COOH + HI.
Dříve obvyklejší metodou průmyslové výroby byla hydratace ethynu, kterou vzniká nejprve acetaldehyd
CH≡CH + H2O → CH3CHO,
který je pak oxidován na kyselinu octovou
2 CH3CHO + O2 → 2 CH3COOH.
Jiný způsob průmyslové výroby kyseliny octové vychází ze směsi nenasycených uhlovodíků butenů (but-1-enu a but-2-enu), které jsou složkou krakovacích plynů. Ty oba hydratací přecházejí na butan-2-ol
Ten se pak oxidací štěpí na dvě molekuly kyseliny octové
Kyselinu octovou lze také připravit přímou oxidací směsí nižších alkanů, zejména butanu
2 CH3CH2CH2CH3 + 5 O2 → 4 CH3COOH + 2 H2O.
Při tomto procesu, zejména jsou-li přítomny i další alkany, vzniká směs kyselin, kterou je nutno následně dělit.
Kyselina octová, resp. její vápenná sůl, octan vápenatý, je také odpadním produktem výroby methanolu suchou destilací bukového dřeva. Z odděleného bezvodého octanu se kyselina uvolní působením kyseliny sírové
(CH3COO)2Ca + H2SO4 → 2 CH3COOH + CaSO4.
Tímto způsobem se na počátku 20. stol. vyráběla veškerá ledová (bezvodá) kyselina octová.

## Vlastnosti

### Fyzikální vlastnosti

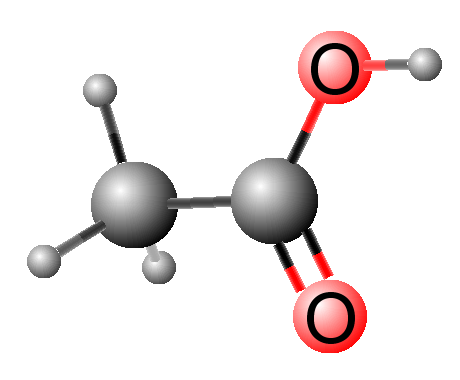
Prostorový model molekuly kyseliny octové

V pevné krystalické fázi tvoří dvě molekuly kyseliny octové dimer, ve kterém jsou vodíky karboxylových skupin vázány vodíkovou vazbou na druhý kyslíkový atom karboxylu. I když tyto dimery mohou existovat i v bezvodé kapalné kyselině, přítomnost stop vody je okamžitě štěpí na monomery. Dimery byly však prokázány i v plynné fázi při teplotách okolo 120 °C.

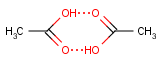
Strukturní vzorec dimeru

Kyselina octová se neomezeně mísí s většinou polárních i nepolárních kapalin, např. s vodou, s alkoholy, s ethery. Naopak sama je velmi dobrým rozpouštědlem; rozpouštějí se v ní jak organické, tak anorganické sloučeniny. Např. v kyselině octové se rozpouštějí plynné halogenovodíky, např. chlorovodík, nebo i prvky jako síra nebo jód.

### Chemické vlastnosti
Kyselina octová patří ke středně silným jednosytným kyselinám. Ve vodě disociuje na acetátový neboli octanový aniont
CH3COOH + H2O ↔ CH3COO− + H3O+.
Podobně jako silnější anorganické kyseliny reaguje s kovy za vzniku vodíku a soli, tedy příslušného octanu, např.
2 CH3COOH + Mg → (CH3COO)2Mg + H2.
Octany také vznikají neutralizací kyseliny octové působením anorganických hydroxidů, např.
CH3COOH + KOH → CH3COOK + H2O.
Octany se působením silnějších kyselin zpětně rozkládají a uvolňují opět kyselinu octovou, např.
CH3COONa + HCl → CH3COOH + NaCl.
Naopak působením kyseliny octové na soli slabších kyselin vznikají octany. Např. reakcí s hydrogenuhličitanem sodným vzniká octan sodný a uvolněná kyselina uhličitá se okamžitě rozkládá na vodu a oxid uhličitý
CH3COOH + NaHCO3 → CH3COONa + H2O + CO2.
S alkoholy za přítomnosti stopy silné minerální kyseliny vznikají estery kyseliny octové, např. s ethanolem vzniká ethylacetát
CH3COOH + CH3CH2OH ↔ CH3CO–O–CH2CH3 + H2O.
Jak naznačuje zdvojená šipka, reakce je zvratná, může tedy probíhat oběma směry. Probíhá-li zleva doprava, nazýváme ji esterifikací, probíhá-li opačným směrem, pak jde o zmýdelňování.
Působíme-li na bezvodou kyselinu octovou chloridem fosforečným, nahradí se v karboxylu hydroxylová skupina –OH atomem chloru za vzniku acetylchlorid (chloridu kyseliny octové)
CH3COOH + PCl5 → CH3COCl + HCl + POCl3;
podobně lze acetylchlorid připravit i reakcí s chloridem fosforitým
3 CH3COOH + PCl3 → 3 CH3COCl + H3PO3,
nebo reakcí s thionylchloridem
CH3COOH + SOCl2 → CH3COCl + HCl + SO2.
Přímým působením elementárního chloru nevzniká acetylchlorid; místo toho chlor nahrazuje vodíkové atomy v methylové skupině za vzniku směsi chloroctových kyselin. V prvním stupni vzniká kyselina chloroctová
CH3COOH + Cl2 → CH2Cl–COOH + HCl,
která je díky polárnímu efektu chloru silnější kyselinou než kyselina octová. Další chlorací pak vznikají kyselina dichloroctová a trichloroctová.
Působením vodu odnímajících činidel nebo zahříváním na vysokou teplotu se ze dvou molekul kyseliny octové odštěpí molekula vody a vzniká acetanhydrid (anhydrid kyseliny octové)
2 CH3COOH → CH3CO–O–CO CH3 + H2O.
Reakcí s amoniakem za studena vzniká octan amonný
CH3COOH + NH3 → CH3COONH4.
Probíhá-li však tato reakce za vysokých teplot, ze vzniklé soli se odštěpí voda a vznikne acetamid (amid kyseliny octové)
CH3COONH4 → CH3CO–NH2 + H2O.
Působením silně redukčních činidel, např. hydridu lithnohlinitého (lithiumaluminiumhydridu) se kyselina octová redukuje až na ethanol. Reakce probíhá dvojstupňově; meziproduktem jsou ethanolát lithný a hlinitý
4 CH3COOH + LiAlH4→ CH3CH2OLi + (CH3CH2O)3Al,
CH3CH2OLi + (CH3CH2O)3Al + 4 H2O → 4 CH3CH2OH + LiOH + Al(OH)3.

## Významné deriváty kyseliny octové

### Soli
- octan sodný
- octan draselný
- octan amonný
- octan hlinitý
- octan železitý
- octan chromitý
- octan olovnatý
- zásaditý octan olovnatý
- octan vápenatý
- octan hořečnatý

### Estery
- methylacetát
- ethylacetát
- vinylacetát
- glyceryltriacetát

### Jiné deriváty
- acetanhydrid
- acetylchlorid
- acetamid
- kyselina chloroctová
- kyselina bromoctová
- kyselina trifluoroctová

## Použití
Kyselina octová je jednou z nejvýznamnějších průmyslových organických surovin. Ročně se jí na světě vyrobí přes 5 mil. tun.
Používá se v laboratoři i v chemickém průmyslu jako významné rozpouštědlo při přípravě čistých chemických sloučenin.
Přímo jako chemická surovina slouží k výrobě řady dalších organických sloučenin. Nejvýznamnějším produktem je vinylacetát, který následně slouží jako surovina (monomer) pro přípravu polyvinylacetátu.
Derivát kyseliny octové, acetanhydrid, je používán jako silné acylační činidlo, zejména při výrobě acetylcelulosy, která v minulosti sloužila jak k výrobě syntetických vláken (acetátové hedvábí), tak pro přípravu podložek pro fotografické negativní materiály a pro kinofilm. Ve fotografické chemii se také používá jako přerušovací lázeň a součást některých ustalovačů. Je také jednou ze surovin pro výrobu kyseliny acetylsalicylové, která je hlavní složkou nejrozšířenějších léků proti horečkám a zánětům (Acylpyrin, Aspirin, Anopyrin aj.).
Octan vápenatý je surovinou pro výrobu acetonu.
Ve srovnání s průmyslovými aplikacemi je spotřeba kyseliny octové ve formě octa v kulinářských aplikacích pro okyselování jídel a při konzervaci zeleniny zcela zanedbatelná. Další použití v domácnosti nachází díky své kyselosti a schopnosti rozpouštět uhličitany jako součást čisticích přípravků, zejména pro odstraňování vodního kamene.
V zemědělství je vedle kyseliny mravenčí používána jako přísada ke konzervaci siláže, kde zesiluje baktericidní a fungicidní účinek kyseliny mléčné, spontánně vznikající při kvašení rostlinného materiálu.

## Fyziologické působení
V přiměřených dávkách a v dostatečném zředění vodou je kyselina octová zcela neškodná. Vysoce koncentrovaná je však značně agresivní a může způsobit při kontaktu s kůží rozsáhlé popáleniny; její nebezpečnost tkví také v tom, že projevy poškození pokožky se mohou objevit až s několikahodinovým zpožděním, kdy je tkáň zasažena do značné hloubky. Při zasažení sliznic, např. vdechováním par, může dojít k jejich silnému poleptání, což se může projevit dýchacími potížemi. Při zasažení očí dochází k silnému poleptání rohovky, které může vést až k oslepnutí. Požití koncentrované kyseliny octové způsobuje poleptání sliznic v ústech, jícnu a žaludku, které může vést až k proděravění stěn trávicího ústrojí. Požití se projevuje silnou bolestivostí zasažených sliznic, vrhnutím a průjmem a ve velkých dávkách může vést až k úmrtí.
U laboratorních krys byla stanovena smrtná dávka LD50 při požití v potravě na 3310 mg/kg, Smrtná koncentrace LC50 ve vdechovaném vzduchu je u myší 5620 ppm při působení po dobu 1 hodiny. Smrtná dávka u králíka při aplikaci na pokožku je značně vysoká (LD50 = 1060 mg/kg).
Kyselina octová není karcinogenní.

## Historická poznámka
Zředěný vodný roztok kyseliny octové, ocet, znalo lidstvo již v prehistorických dobách, díky jeho tvorbě při kvašení ovoce. První zmínky o použití kyseliny octové pocházejí ze 3. stol. př. n. l., kdy řecký filosof Theophrastos popsal její použití při přípravě pigmentů používaných v malířství rozpouštěním některých kovů (např. olova nebo mědi). Staří Římané připravovali varem zkysaného vína v olověných nádobách sladký sirup, obsahující octan olovnatý, tzv. olověný cukr, známý v té době jako Saturnův cukr (Saccharum Saturni), který zřejmě značnou měrou přispíval k chronickým otravám vyšších vrstev římské aristokracie olovem.
V 8. stol. n. l. perský alchymista Džabir ibn Hajján (asi 721–815), zvaný též Geber, připravil destilací octa poprvé koncentrovanější kyselinu octovou.
Bezvodá ledová kyselina octová byla připravena tepelným rozkladem octanů těžkých kovů. Poprvé tento proces popsal v 16. stol. německý chemik Andreas Libavius (1555–1616), který také jako první prokázal, že ledová kyselina octová a ocet jsou stejné chemické látky, lišící se jen obsahem vody. Definitivně jeho předpoklad potvrdil francouzský chemik Pierre Adet (1763–1836).
V roce 1847 německý chemik Hermann Kolbe jako první připravil v laboratoři kyselinu octovou syntézou z anorganických látek. Vyšel přitom ze sirouhlíku, který působením chloru převedl na tetrachlormethan. Ten následnou pyrolýzou přeměnil v tetrachlorethen, z něhož adicí vody vznikla kyselina trichloroctová. Z ní pak elektrolytickou redukcí připravil kyselinu octovou.